# Рамада (гостиницы)
Рамада (англ. Ramada) — сеть отелей, которой владеет и управляет компания Wyndham Hotels & Resorts.

## История
Сеть основана в 1954 году чикагским ресторатором Марионом В. Исбеллом (1905—1988) и группой инвесторов, в том числе Майклом Робинсоном из города Макаллен (Техас), которые позже основали компанию Rodeway Inn в начале 1960-х; и Дель Веббом из Феникса, владевшего тогда «Нью-Йорк Янкис», позже основавший свою собственную сеть Hiway House в 1956 году.
Рамада открыла свой первый отель — 60-комнатный объект — на Шоссе Вилла Роджерса в городе Флагстафф (Аризона) в 1954 году и создала свою штаб-квартиру в столице штата Аризоны городе Финиксе, где сеть построила гостиницу Сахара в 1956 году (которая позже стала называться Рамада Инн Даунтаун) и 300-комнатную гостиницу Рамада Инн в 1958 году, которая станет флагманом собственности сети и её штаб-квартирой. Г-н Исбелл, как и его современник, Кеммонс Уилсон, основатель гостиничной сети Holiday Inn , придумал идею строительства и эксплуатации цепи придорожных отелей будучи в путешествии со своей женой Ингрид и тремя детьми. Он увидел развивающийся рынок придорожных гостиниц, расположенных вдоль основных шоссе, которые предоставляли бы небольшие удобства, такие как телевизор, кондиционер и ресторан внутри помещения гостиницы.
Название «Рамада» происходит от испанского термина «Рама» (ветвь) и ассоциируется с рамадой (временной беседкой под открытым небом, сделанной из ветвей деревьев и кустарника, рамады были популярны в штате Аризона во время сбора урожая Сайты компании обычно называют свои гостиницы «тенистые места отдыха».
В первые годы своего существования вплоть до начала 1970-х годов, типичный отель Рамада Инн строился в стиле архитектуры колониального Уильямсбурга и отличался от своих современников-конкурентов, таких как Holiday Inn и Howard Johnson’s.
Сеть гостиниц выполняет различные функции, включая гостиничное администрирование, франчайзинг, куплю-продажа недвижимости и закупку оборудования. Под руководством Исбелла, Рамада превратилась в одну из крупнейших сетей страны в период с 1960 по 1970 гг., начав со 100 гостиниц в 1964 году, расширившись до 250 в 1970 году и почти до 650 в 1976 году. К концу 70-х, Рамада расценивалась как вторая по величине гостиничная сеть в США после лидирующей сети Holiday Inn. Также в течение 1970-х годов, Рамада вышла на международный рынок, открывая новые отели в различных европейских странах и на других континентах.
Марион В. Исбелл занимал пост президента и генерального директора Рамада до 1970 года, затем он передал управление своему сыну, Уильяму М. Исбеллу, который проработает на этом посту до 1981 года.
Рамада также развивает сеть ресторанов, расположенных внутри гостиниц. Рамада управляет ими под разными названиями, включая Кухня Дяди Бена, Блинный коттедж Рамада и Чез Бон, а также другими именами, используемыми под франшизой сети Рамада. Подобные рестораны прекратили своё существование в 1990 году, хотя гостиницы продолжают иметь в наличии кафе и бары внутри своих помещений.
Рамада Интернешнл — компания, которая владеет, управляет и выдает франшизы гостиницам, использующим бренд Рамада за пределами США и Канады. Ранее компанией Рамада Интернешнл владела компания Marriott International, конкурент компании Cendant, которая в свою очередь владела Рамада в США и Канаде. В 2004, однако, Cendant выкупил Рамада Интернешнл у Marriott, давшему первому глобальные права на использование имени Рамада. Несмотря на то, что собственник один и тот же, Рамада и Рамада Интернешнл действуют обособленно. В 2006, гостиницы Cendant слились в Wyndham Worldwide.